# 叶大波
叶大波（1956年3月—），男，福建泉州人，中华人民共和国政治人物、外交官。

## 生平
1984年，毕业于福建师范大学外语系并留校任教。1985年，任福建省新闻协会秘书。1986年，进入中华人民共和国外交部工作，先后在外交部台湾事务办公室、驻旧金山总领事馆、驻洛杉矶总领事馆、外交部国际司、驻休斯敦总领事馆、国务院外事办公室政策研究司任职。1998年，任中央外事工作领导小组办公室副局长、局长。2004年3月23日，中华人民共和国与多米尼克建交，叶大波出任首任驻多米尼克大使。2006年12月，出任中华人民共和国驻斯里兰卡大使兼驻马尔代夫大使。2009年1月，出任中华人民共和国驻缅甸大使。2010年9月，任中央外事工作领导小组办公室副主任。2015年10月，出任外交部驻澳门特别行政区特派员公署特派员。2018年1月，当选第十三届全国政协委员。2018年8月，卸任外交部驻澳门特别行政区特派员公署特派员一职。

## 家庭
已婚，夫人是外交官邱薇薇，有一子。